# Neujahrsbaum

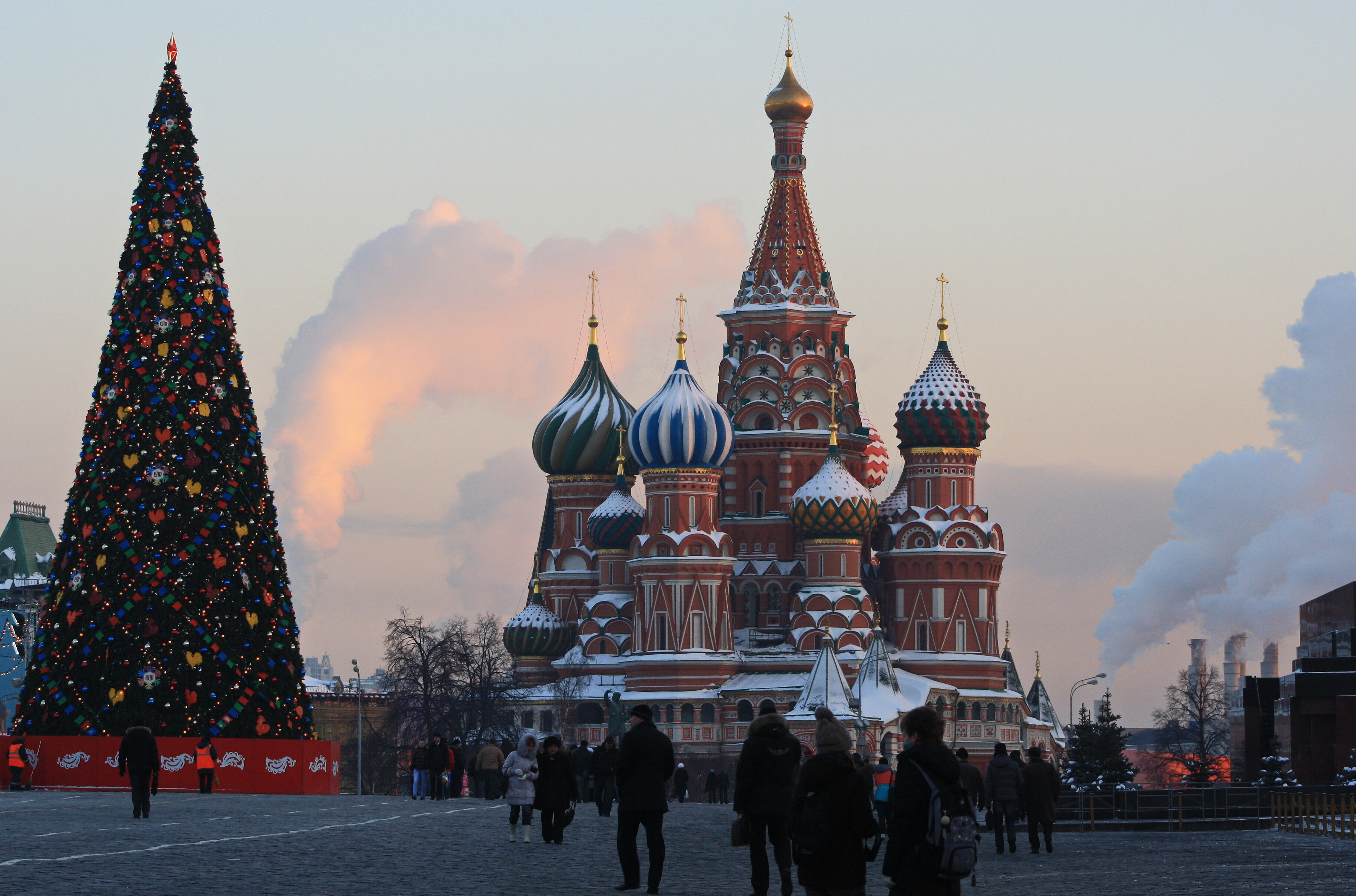
Neujahrsbaum auf dem Roten Platz in Moskau

Ein Neujahrsbaum wird ähnlich wie ein Weihnachtsbaum dekoriert und in der Woche vor Silvester auf öffentlichen Plätzen, in Schulen, Kindergärten und Wohnungen aufgestellt. Er ist Bestandteil der Neujahrsfeierlichkeiten in mehreren Kulturen und Nationen, vor allem in den Staaten der ehemaligen Sowjetunion und des ehemaligen Jugoslawien, der Türkei, China und Vietnam. Er sollte nicht verwechselt werden mit dem mitteleuropäischen Brauch, Weihnachtsbäume über Neujahr bis zum Tag der Heiligen Drei Könige stehen zu lassen.

## Der Neujahrsbaum in Russland

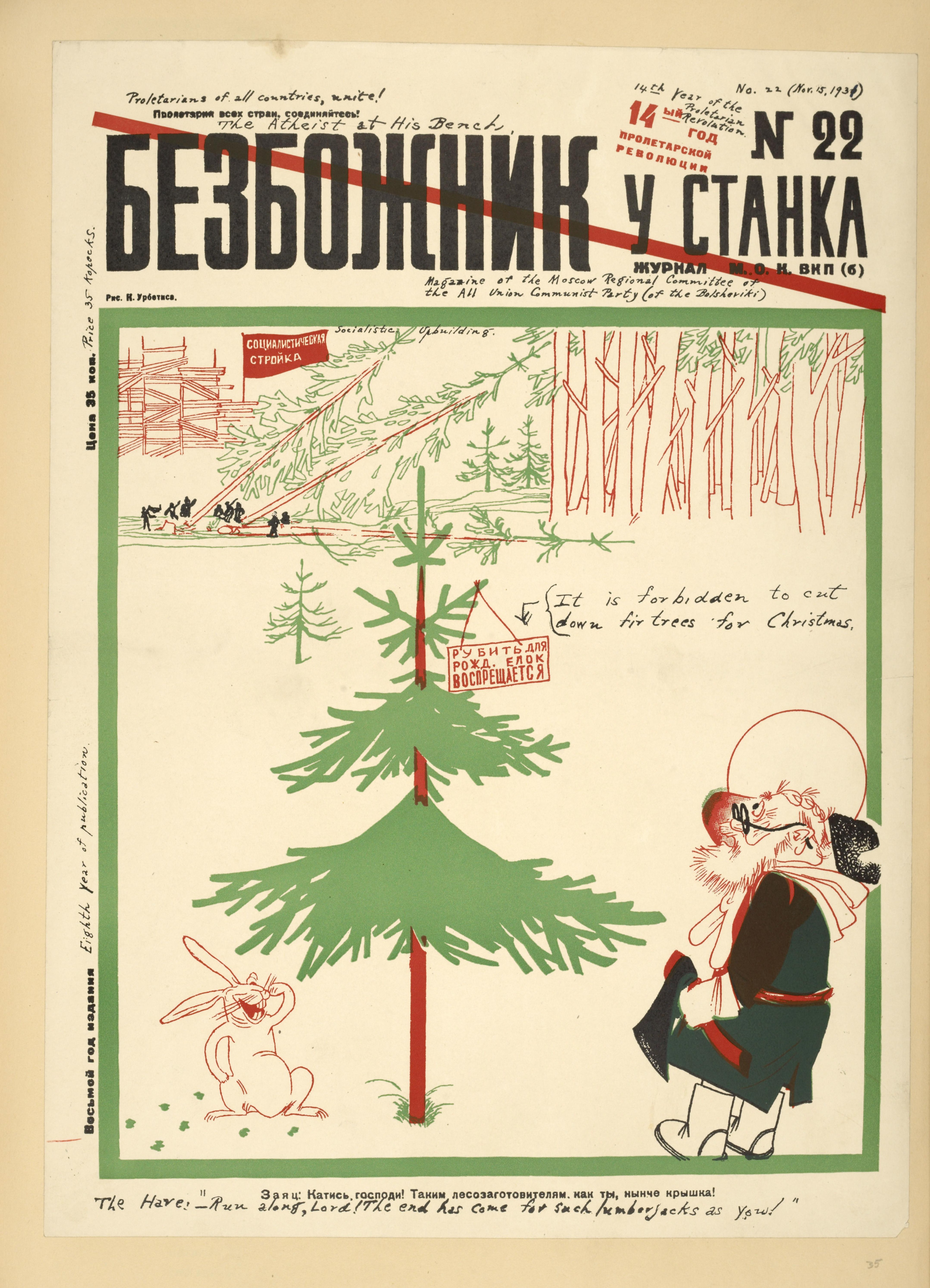
Ausgabe von 1931 des sowjetischen Magazins Besboschnik

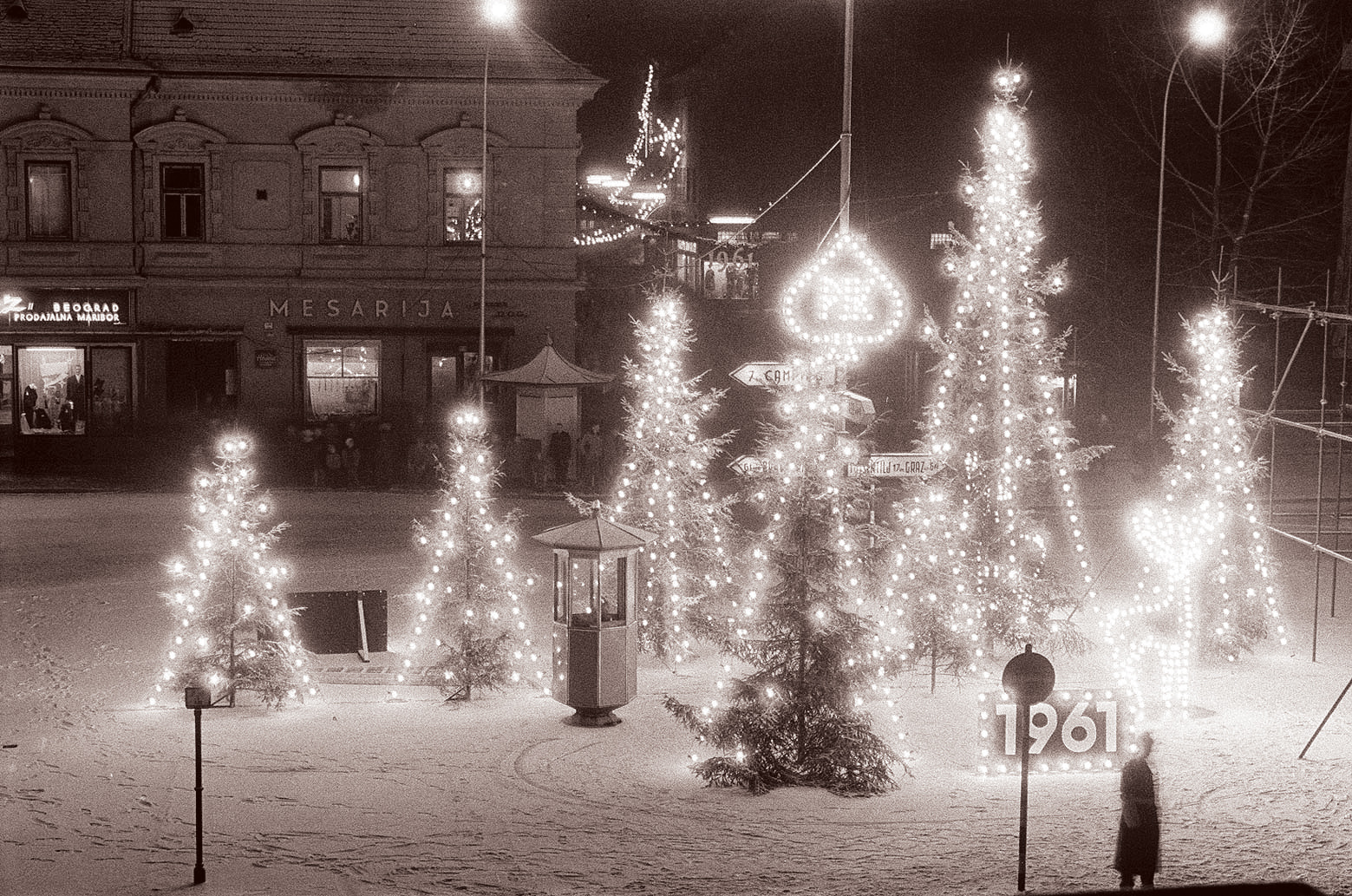
Straßenszene 1960 in Slowenien

Die Tradition, einen Weihnachtsbaum in Russland aufzustellen, geht auf Zar Peter den Großen zurück, der die russische Kirche massiv reformierte und den Brauch des Weihnachtsbaumes von seiner Reise durch Europa mitbrachte. Zar Peter legte im Jahr 1699 auch fest, dass der Beginn des neuen Jahrs auf den 1. Januar 1700 fallen und dass dieser Tag ein Feiertag sein soll. Zu Weihnachten ließ er einen Tannenbaum aufstellen und schmücken und schlug seinen Untertanen vor, ebenfalls einen Tannenbaum aufzustellen oder Haus und Wohnung mit Tannenzweigen zu schmücken. Nach der Oktoberrevolution änderte sich dieses Brauchtum. Die neue Führung der Sowjetunion führte den gregorianischen Kalender ein, jedoch behielt die russisch-orthodoxe Kirche ihre Zeitrechnung nach dem julianischen Kalender bei und das Weihnachtsfest verschob sich auf den 7. Januar. Offiziell wurde das Weihnachtsfest unter der neuen Führung nicht verboten, jedoch die Ausübung der Religion nicht gern gesehen, Kirchen wurden geschlossen und die Gläubigen feierten sehr zurückgezogen. In den 1920er Jahren hatte der Komsomol eine Kampagne gegen die „bourgeoise Degeneration“ und den „Popen-Obskurantismus“ christlicher Weihnachtsfeiern geleitet und das Weihnachtsfest damit stark zurückgedrängt. Um den Brauch des Weihnachtsbaums zu unterdrücken, wurde er in politischen Karikaturen lächerlich gemacht und über ihn gespottet.
Da aber auch im verordneten Atheismus der Sowjetunion der Wunsch nach einem Fest im Winter bestand, gewann Neujahr wieder an Bedeutung; der erste Neujahrsbaum (russisch новогодняя ёлка nowogodnjaja jolka) wurde 1937 in Moskau am Haus der Gewerkschaften aufgestellt und schließlich wurde Neujahr als bedeutendes Fest ab 1947 auch wieder mit einem offiziellen arbeitsfreien Feiertag gewürdigt. Aus dem Weihnachtsbaum wurde der Neujahrsbaum.
Wesentlichen Anteil hieran hatte Pawel Petrowitsch Postyschew, der am 28. Dezember 1936 in der Prawda einen Artikel veröffentlichte und damit die „Rehabilitierung des Weihnachtsbaumes“ einleitete. In diesem Brief rief Postyschew dazu auf, „das Vergnügen der Reichen aus vorrevolutionärer Zeit für alle Kinder als sowjetischer Weihnachtsbaum in öffentlichen Gebäuden“ möglich zu machen. Für diesen Aufruf bestand kein Beschluss des Politbüros; Postyschew hatte die „Rehabilitierung des Weihnachtsbaumes“, die im ganzen Land aufgegriffen wurde, persönlich mit Stalin abgesprochen. Sie ging einher mit einem gesellschaftlichen Wandel: der Abschaffung der Lebensmittelkarten 1935, der beginnenden Produktion russischen Sekts und der Wiederzulassung von Jazz und Foxtrott.
Die wichtigste Neujahrsveranstaltung in Russland ist das Tannenbaumfest im Moskauer Kreml. Die Veranstaltung nennt sich „Der Kreml-Tannenbaum“ (auf Russisch: Кремлёвская Ёлка). Es ist eine Veranstaltung für Kinder und Erwachsene. Im Foyer des Palastes begrüßt Väterchen Frost mit seiner Enkelin Snegurotschka die Besucher. Man tanzt um den Tannenbaum, es wird gespielt und nach der Vorstellung gibt es Geschenke.

## Der Neujahrsbaum in der Türkei

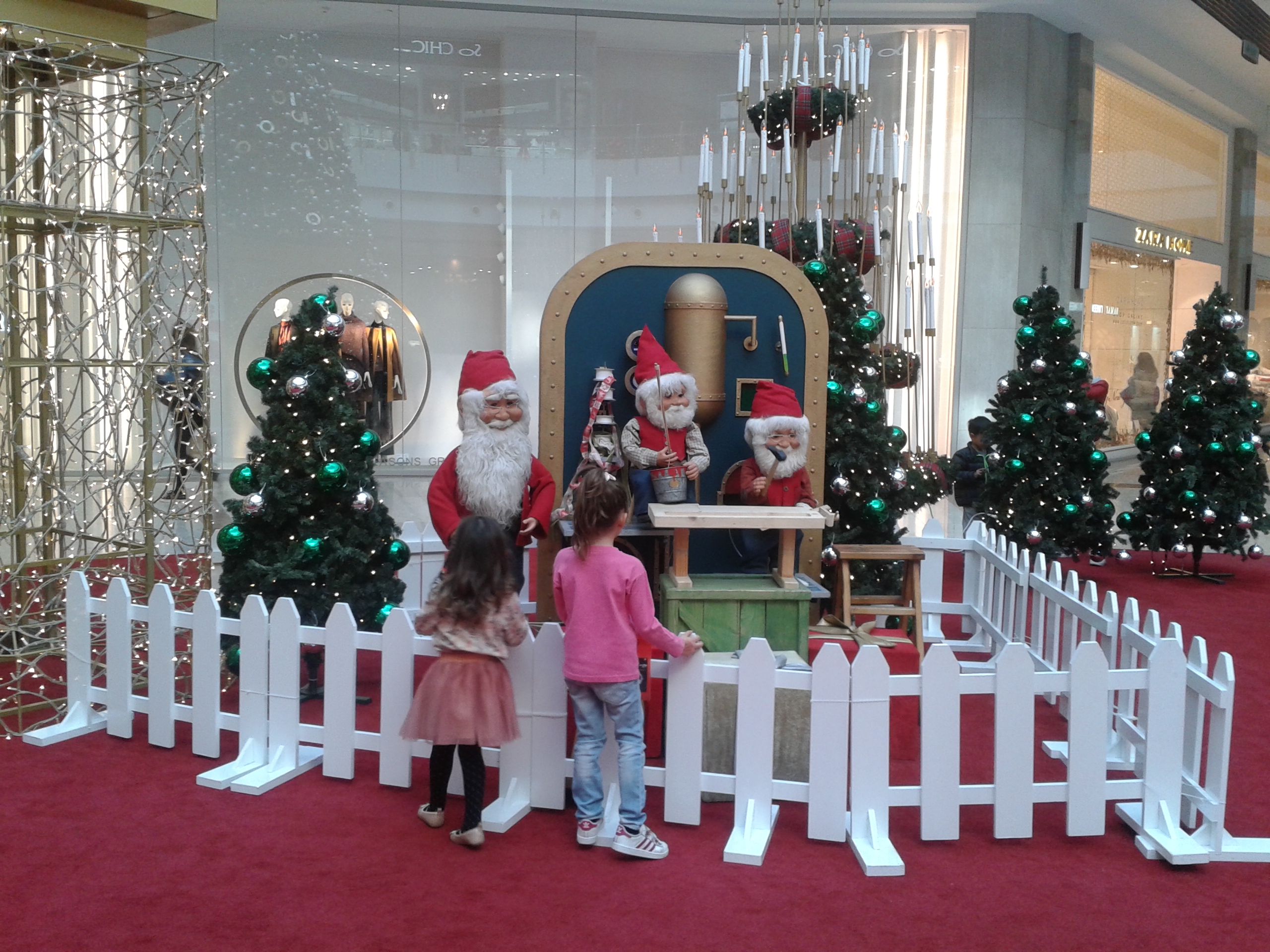
Neujahrsbäume in einem Einkaufszentrum in Ankara

Der türkische Neujahrsbaum Yılbaşı Ağacı, ähnelt dem christlichen Weihnachtsbaum, wird jedoch zu Neujahr aufgestellt. In den Familien wird zum 31. Dezember der Tannenbaum geschmückt und Noel Baba (Vater Noel) verteilt Neujahrsgeschenke. Auch in Einkaufszentren und auf öffentlichen Plätzen findet sich der Neujahrsbaum.

## Neujahrsbäume in Vietnam und China
Zum vietnamesischen Neujahrsfest, dem Tết Nguyên Đán, dem wichtigsten vietnamesischen Fest, gehört zur Dekoration der Neujahrsbaum, der cây nêu. Er besteht aus einem bis zu fünf oder sechs Meter langen Bambusrohr, das bis auf einen kleinen Schopf an der Spitze kahl ist. An einem runden Bambusrahmen unterhalb des Schopfes werden kleine Fische und Glöckchen angebracht. Diese Glöckchen sind aus Ton gefertigt und klingen im Wind. Weihegaben und dornige Zweige werden unter dem Rahmen befestigt. Die Spitze des Neujahrsbaumes ist mit einer Kerosinlampe geschmückt, die in der Neujahrsnacht brennt.
Den neuen Anfang symbolisieren Blumenknospen und Blüten. Hoa Mai sind gelbe Aprikosenblüten, die in Südvietnam zur Dekoration genutzt werden und Hao Dao sind rosa Pfirsichblüten, die im kalten Klima des Nordens genutzt werden. Sträuße von Blütenzweigen werden oft mit kleinen Schildern versehen, die Glück wünschen. Auch geschmückte Kumquats werden aufgestellt.
Geschmückte Kumquats gibt es auch im südlichen Teil Chinas, Hong Kong, den Guangdong und Guangxi Provinzen als Neujahrsbäume zum Chinesischen Neujahrsfest. Auf Chinesisch bedeutet Kumquat Gam Gat Sue. Das Wort „Gam“ reimt sich auf das chinesische Wort für Gold, und das Wort „Gat“ klingt wie das chinesische Wort für Glück. Somit symbolisiert ein Kumquatbaum zu Hause eine „Fülle des Reichtums“ und viel Glück. Zudem werden Bambus und Pfirsichsträucher als Neujahrsbäume geschmückt.

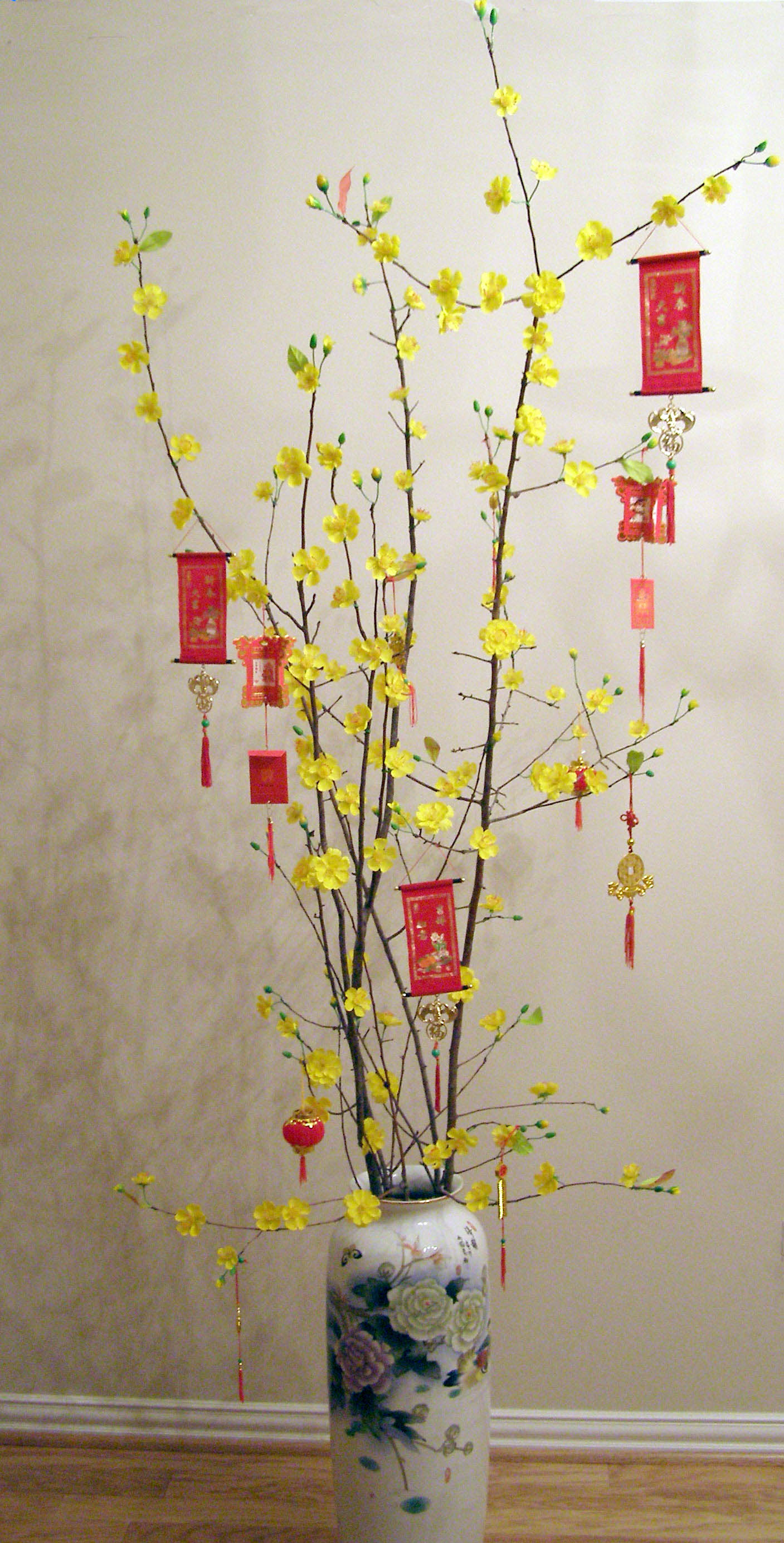
Hoa Mai
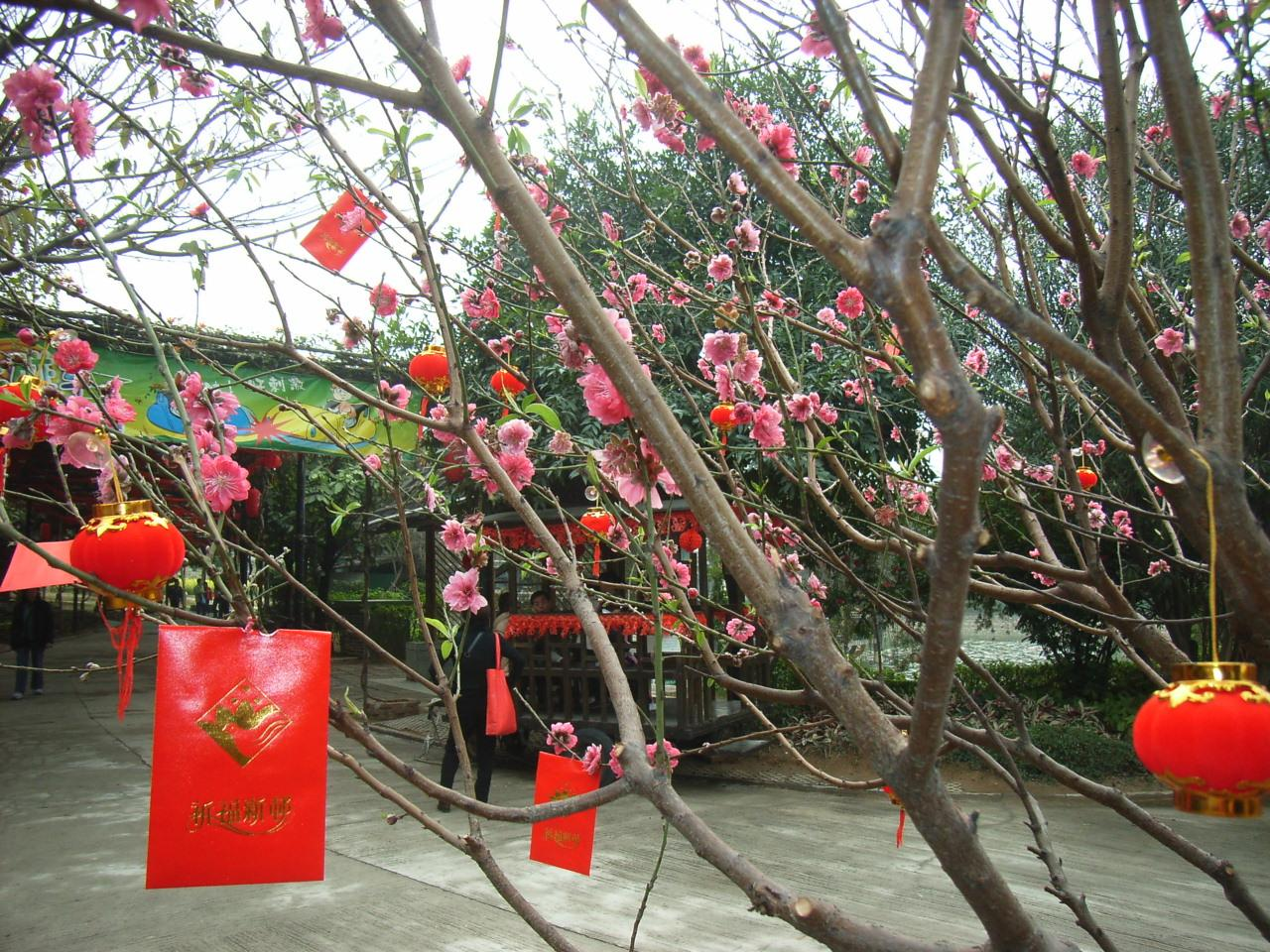
Hao Dao
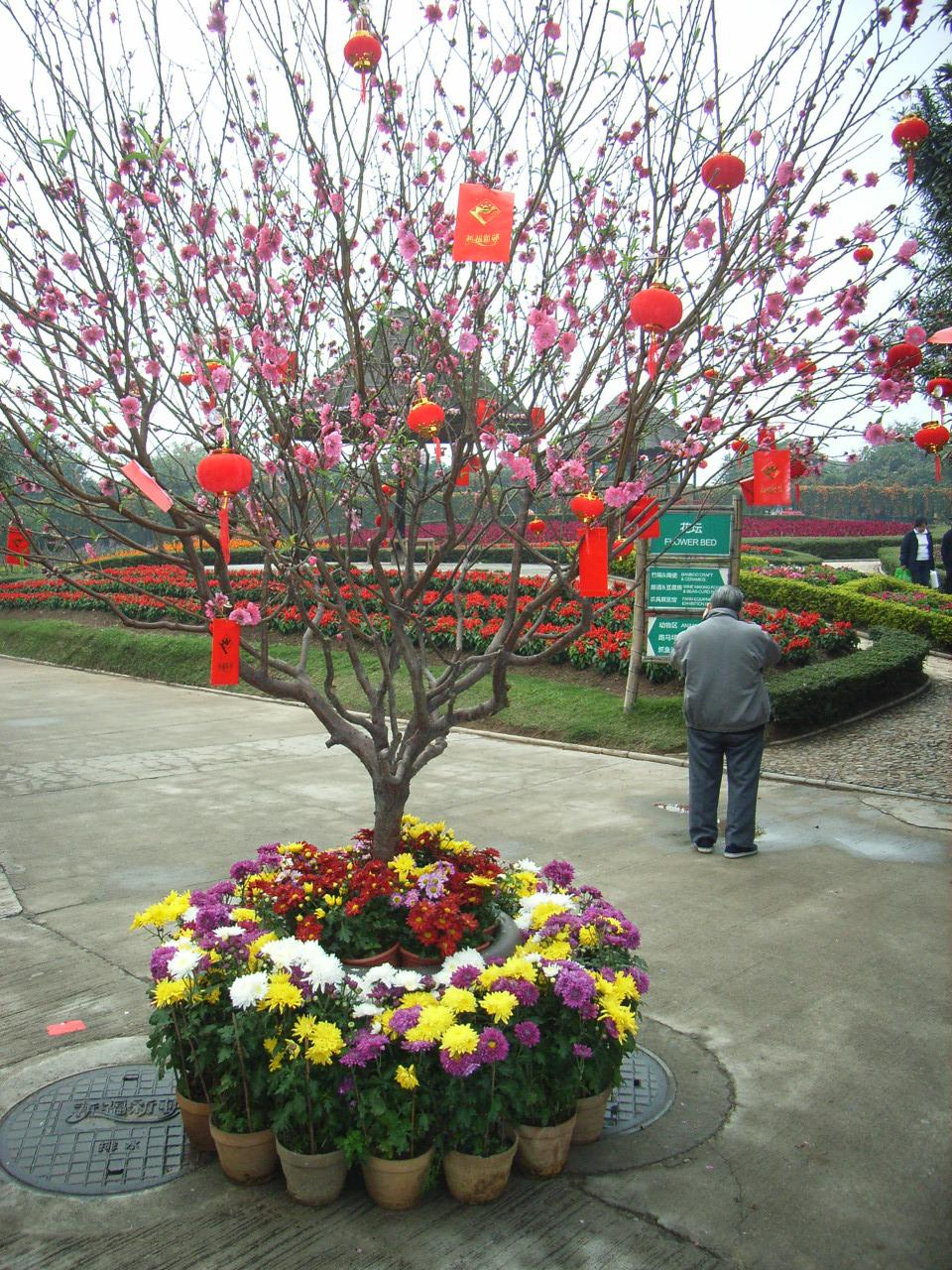
Chinesischer Pfirsichbaum
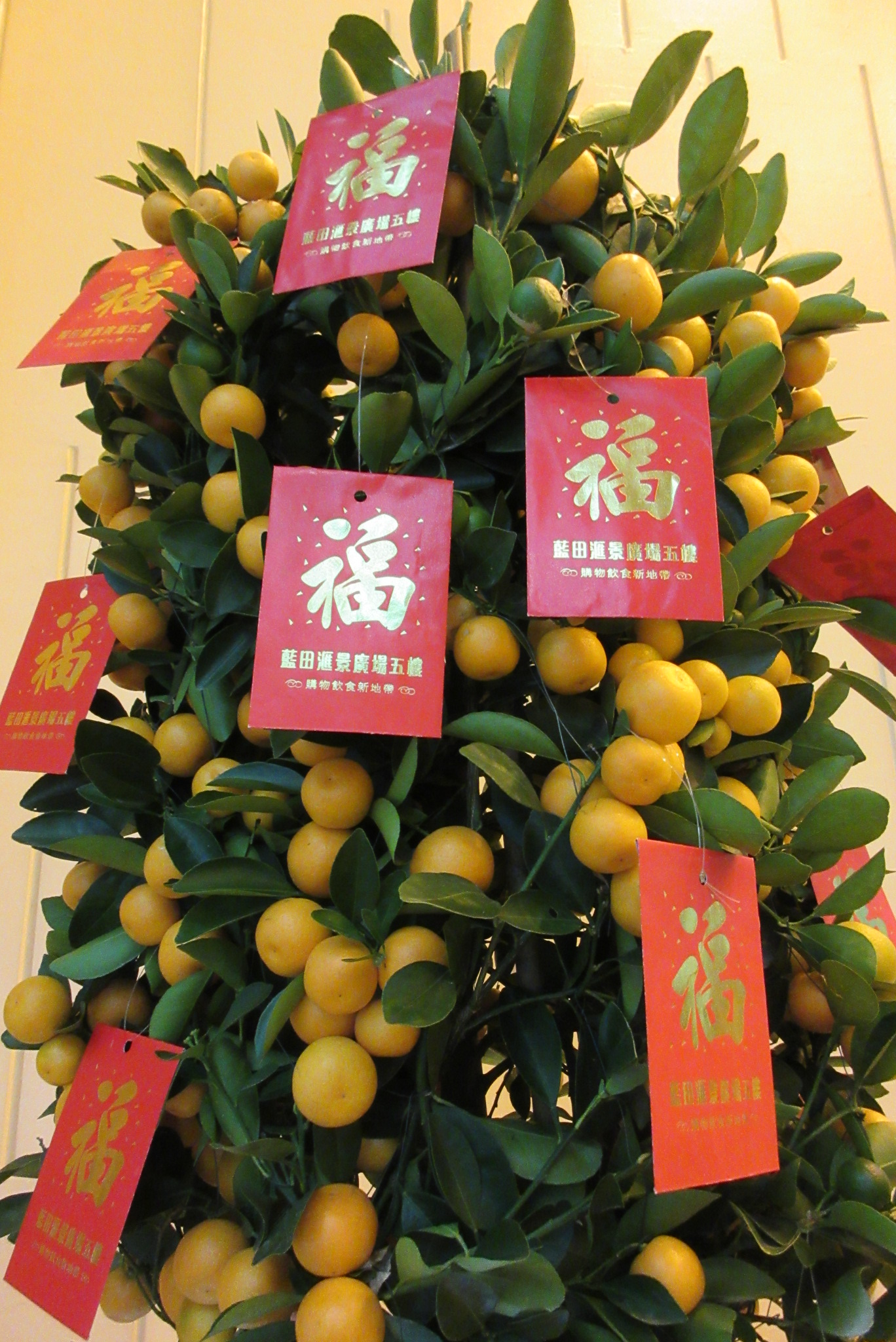
Geschmückte Kumquats
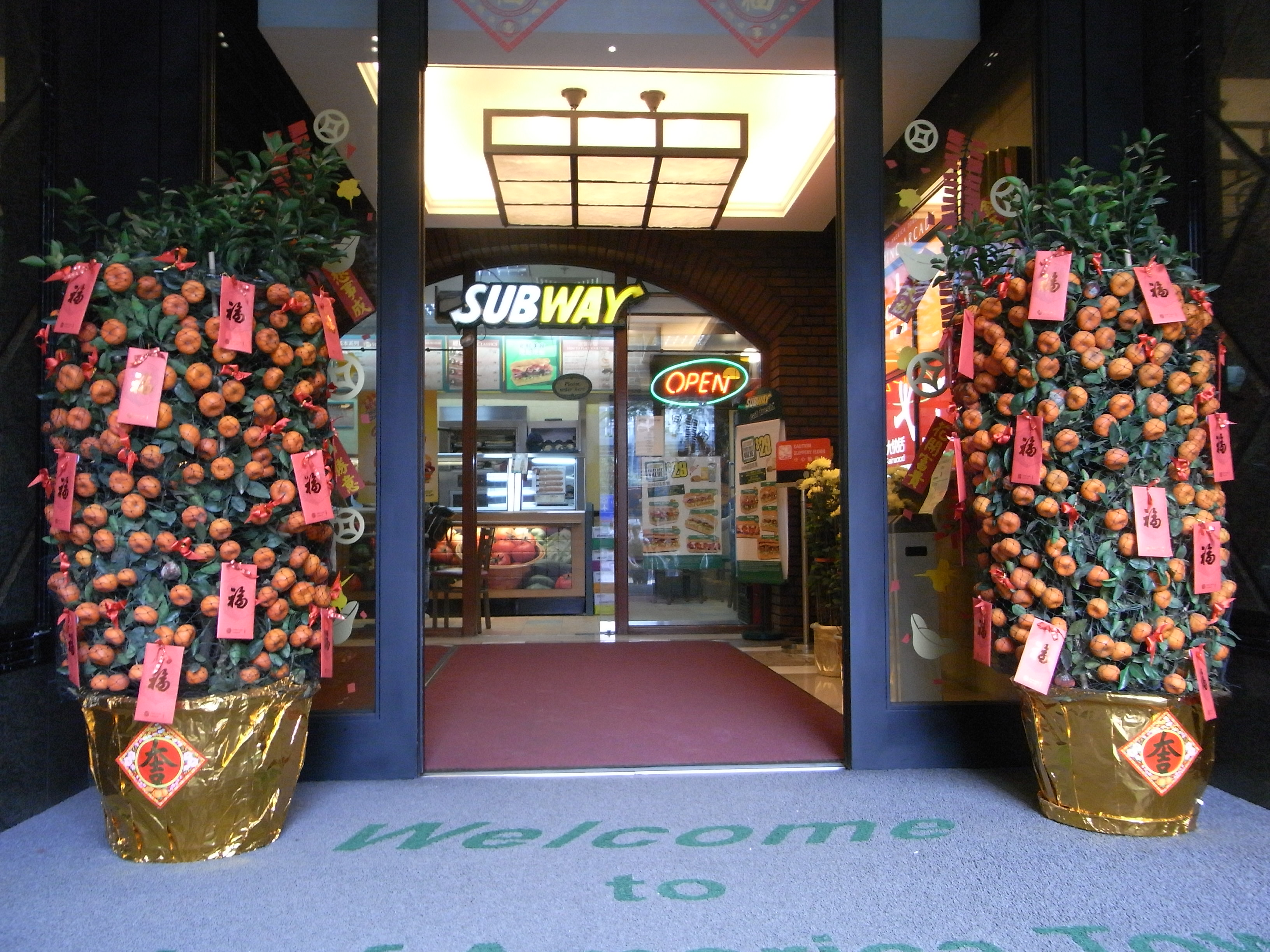
Dekorierter Eingang
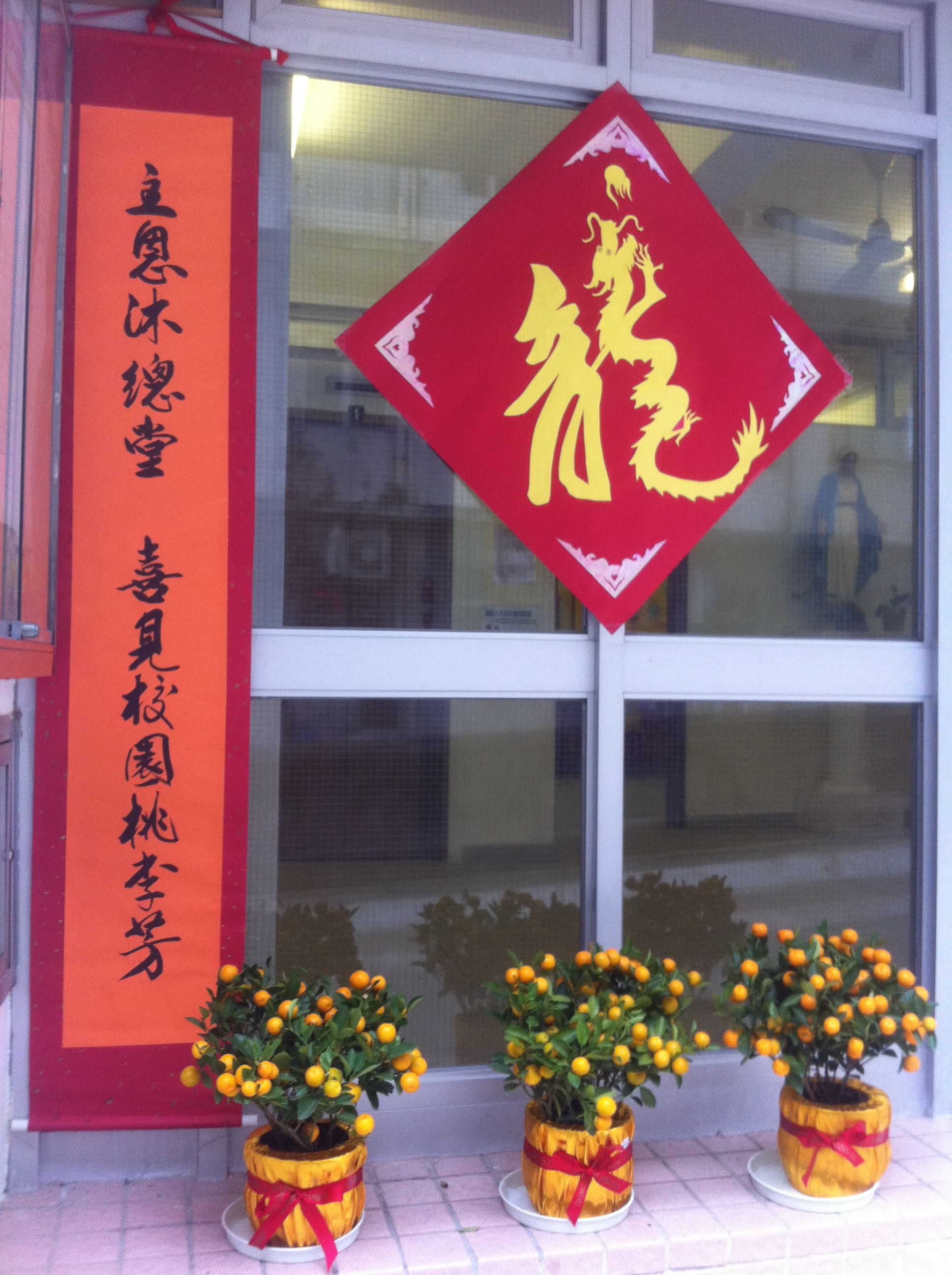
Kumquats vor der Katholischen Schule